# Lüpertzender Straße 32 (Mönchengladbach)

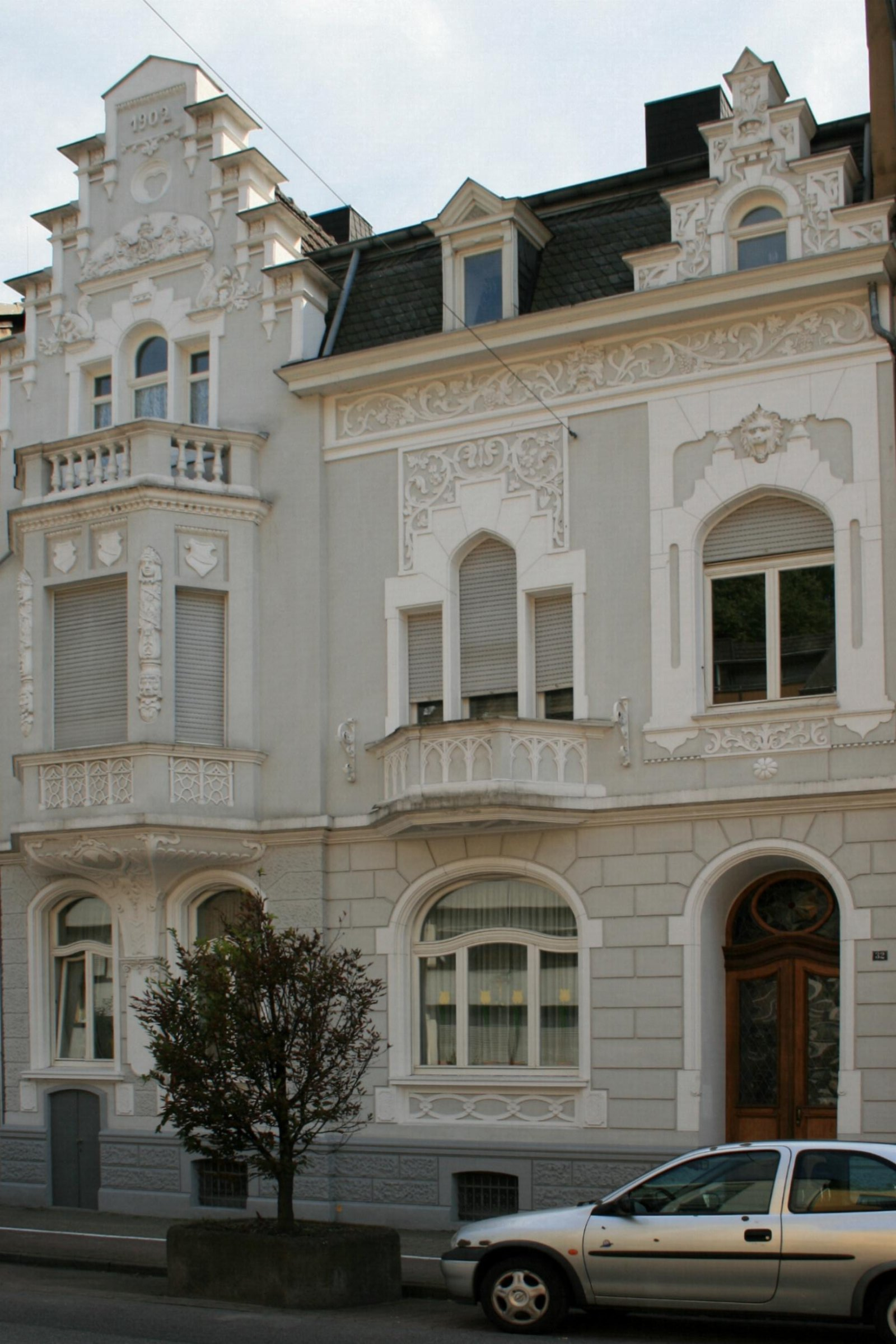
Wohnhaus (2010)

Das Wohnhaus Lüpertzender Straße 32 befindet sich in Mönchengladbach (Nordrhein-Westfalen) im Süden des Stadtteils Gladbach.
Das Gebäude wurde 1902 erbaut. Es wurde unter Nr. L 003 am 4. Dezember 1984 in die Denkmalliste der Stadt Mönchengladbach eingetragen.

## Lage
Das Objekt Nr. 32 bildet mit Häusern Nr. 30, 34, 36, 38 eine Baugruppe auf der Lüpertzender Straße, die am Hang des Abteibergs entlang vom Geroplatz südlich des Mönchengladbacher Münsters nach Osten zum Bismarckplatz führt.

## Architektur
Es handelt sich um ein zweigeschossiges Mehrfamilienwohnhaus mit einem ausgebauten Dachgeschoss mit Mansarddach und Treppengiebel.